# Les Hommes en blanc (film, 1955)
Pour les articles homonymes, voir Les Hommes en blanc.
Pour plus de détails, voir Fiche technique et Distribution.
Les Hommes en blanc est un film français réalisé par Ralph Habib, sorti en 1955.

## Synopsis
Jean Nérac, médecin interne des hôpitaux, part exercer sa profession dans le Cantal, où il doit remplacer un confrère âgé. Ce dernier lui apprendra les qualités requises, et Nérac fera auprès de lui son apprentissage de médecin de campagne, et renoncera finalement au poste qu'il aurait pu prendre dans la capitale.

## Fiche technique
- Réalisation : Ralph Habib
- Assistant réalisateur : Claude Pinoteau
- Scénario : Maurice Aubergé, d'après le roman d'André Soubiran
- Musique : Marcel Stern
- Photographie : Pierre Petit
- Décors : Robert Clavel
- Son : William-Robert Sivel
- Montage : Françoise Javet
- Producteur : Paul Graetz
- Société de production : Transcontinental Films
- Distribution : Columbia Films (France)
- Pays :  France
- Format :  Noir et blanc - 1,37:1 - 35 mm - Son mono
- Durée : 110 minutes
- Genre : Drame psychologique
- Date de sortie : 
  - France : 10 mai 1955
- Affiches : Boris Grinsson, Jean Mascii (France)

## Distribution
- Raymond Pellegrin : Dr Jean Nérac
- Jeanne Moreau : Marianne Déjazet
- Jean Chevrier : Dr Legendre
- Fernand Ledoux : Dr Delpuech
- Jean Debucourt : Professeur Hauberger
- Robert Porte : Dr Ricaud
- Mary Marquet : Mme Ledragon
- Bernard Dhéran : Clément
- Christian Marquand : Philippon
- Olivier Hussenot : Thésée
- Paul Barge : Le bistrot
- René Berthier : Un interne
- Paul Bisciglia : Un interne
- Charles Bouillaud : Le guérisseur
- André Dalibert : Un paysan
- Hubert de Lapparent : Un patient
- Françoise Delbart : Sarrazine
- Charles Denner : Un interne
- Lucien Frégis : Un paysan
- Émile Genevois : Le blessé de la main
- Gisèle Grandpré : Mme Daumont
- Albert Michel : Un paysan
- Jacqueline Noëlle : Une malade
- Claire Olivier : Félicie
- Maryse Paillet : Une paysanne
- Pascale Roberts : Vicky
- Maurice Sarfati : Un interne
- Jean Sylvère : Le balayeur

et Christian Brocard, Nicole Regnault.
- Christiane Rouanet : Figurante
- Nicole Georges (née Bessette) : Figurante[1]